# Provinz Utrecht
Die Provinz Utrecht (ˈytrɛxt, anhörenⓘ) mit der Hauptstadt Utrecht ist die kleinste Provinz der Niederlande. Sie liegt relativ zentral in den Niederlanden und macht den östlichen Teil der Randstad aus. Dieses Ballungsgebiet im Westen der Niederlande zählt etwa ein Drittel der Einwohner des Landes. Viele Behörden und Unternehmen haben ihren Sitz in der Randstad. 1. Januar 2025 hatte die Provinz 1.408.878 Einwohner.
Die Provinz Utrecht besteht im Wesentlichen aus der Großstadt Utrecht sowie Amersfoort nordwestlich davon sowie aus dem dünner besiedelten Umland. Utrecht ist unter anderem Sitz des niederländischen Erzbischofs und Hauptsitz der Nederlandse Spoorwegen (NS) (Niederländische Eisenbahnen) als auch einiger Banken. Es ist auch eine bedeutende Universitätsstadt. In Amersfoort gibt es auch wichtige Versicherungsgesellschaften. Ansonsten ist die Provinz für ihre Villenvororte und die Natur bekannt. Nördlich der Provinz kommt man zum Gewässerkomplex des IJsselmeer im weitesten Sinne.

## Geographie
Die Provinz ist in der Mitte der Niederlande gelegen. Der Westen besteht aus Poldern, die nordöstliche Hälfte ist ein bewaldetes Sandgebiet mit Hügeln, die bis zu 50–69 Meter hoch sind. Es trägt den Namen Utrechtse Heuvelrug („Utrechter Hügelrücken“).
Im Norden bestand früher bei Bunschoten ein Zugang zur Zuidersee, der sich heute auf das Eemmeer beschränkt, das durch Flevoland vom IJsselmeer abgeschnitten ist.

## Geschichte
Zum ersten Mal wurde Utrecht als Gebiet 1375 urkundlich erwähnt. Ursprünglich war sie kirchliches Gebiet (Hochstift Utrecht: Niederländisch: t Sticht, im Dialekt der Provinz: ’t Stich). Zusammen mit Overijssel (damals: Oversticht), dem Oberen Stift, wurde Utrecht, das Niedere Stift, von den Bischöfen von Utrecht als Reichsfürsten verwaltet. In den vielen Konflikten zwischen Holland und Geldern standen die Utrechter Bischöfe meistens auf holländischer Seite.
Im Achtzigjährigen Krieg übernahmen die Generalstaaten die Macht.
Ihre heutige Struktur hat die Provinz seit 1814.

## Politik
- SP: 1
- GL: 7
- PvdA: 3
- PvdD: 3
- D66: 5
- Volt: 2
- 50PLUS: 1
- CDA: 4
- BBB: 7
- CU: 3
- VVD: 6
- SGP: 2
- JA21: 2
- FvD: 1
- PVV: 2

Das Provinzialparlament (niederländisch Provinciale Staten) hat seinen Sitz im Provinciehuis in der Provinzhauptstadt Utrecht. Entsprechend der Bevölkerungszahl in der Provinz besteht das Parlament aus 49 Sitzen.
Die nächste Provinzialwahl findet am 17. März 2027 statt.
An der Spitze der Provinz steht der Kommissar des Königs. Das ist seit Februar 2019 der Sozialdemokratische Hans Oosters. Das College van Gedeputeerde Staten, also die Regierung, wird seit 2023 von einer Koalition aus GroenLinks, VVD, D66, CDA und PvdA gebildet.

## Gemeinden

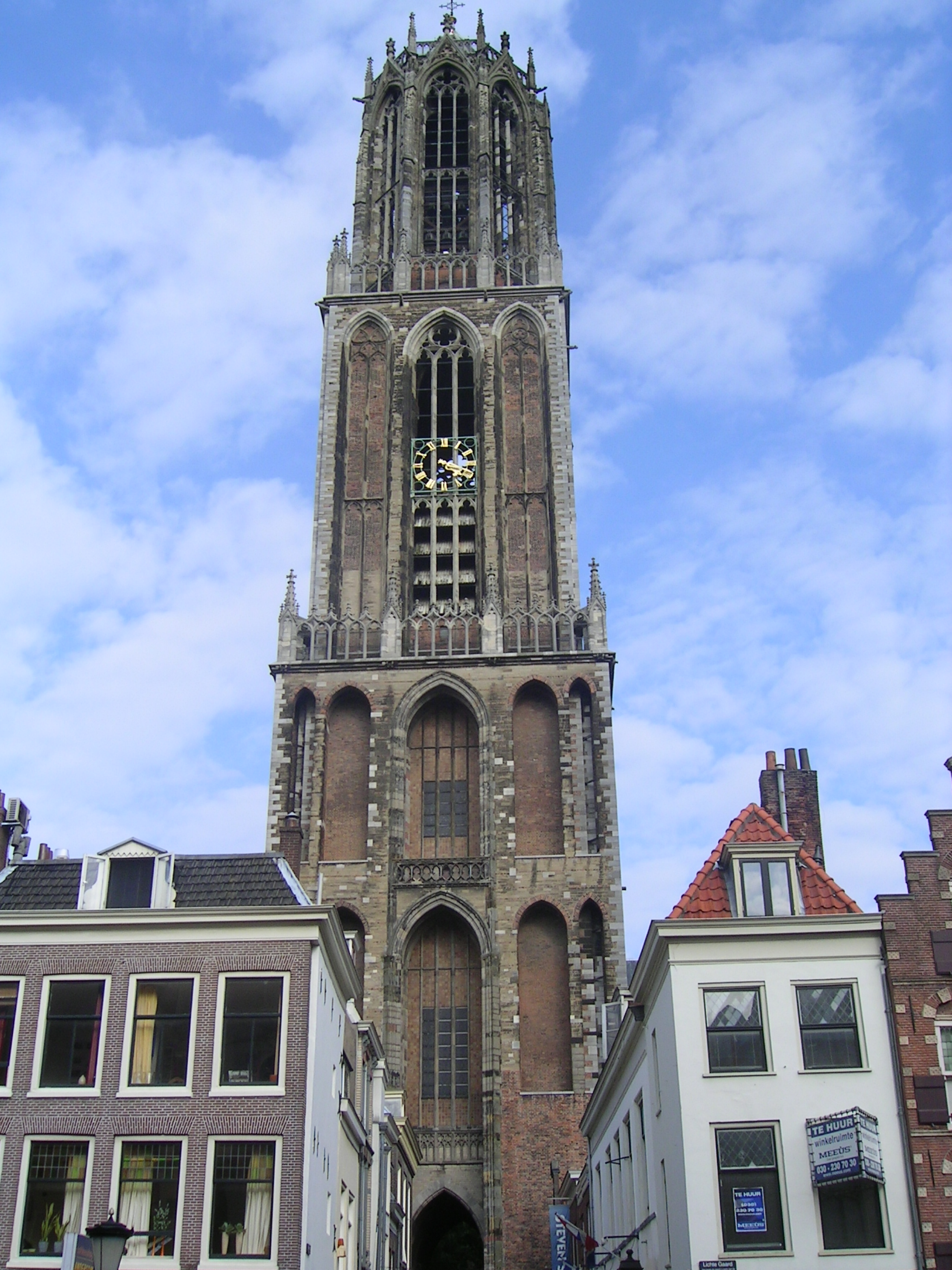
Der Dom zu Utrecht

Die Provinz umfasst seit 2011 noch 26 Gemeinden:
1. Amersfoort (163.310)
2. Baarn (25.187)
3. Bunnik (16.281)
4. Bunschoten (22.690)
5. De Bilt (43.794)
6. De Ronde Venen (45.924)
7. Eemnes (9927)
8. Houten (50.943)
9. IJsselstein (33.349)
10. Leusden (31.911)
11. Lopik (14.805)
12. Montfoort (13.779)
13. Nieuwegein (66.750)
14. Oudewater (10.350)
15. Renswoude (5781)
16. Rhenen (20.399)
17. Soest (48.001)
18. Stichtse Vecht (66.124)
19. Utrecht (376.435)
20. Utrechtse Heuvelrug (50.941)
21. Veenendaal (70.339)
22. Vijfheerenlanden (62.554)
23. Wijk bij Duurstede (23.826)
24. Woerden (53.974)
25. Woudenberg (14.764)
26. Zeist (66.740)

(Einwohner am 1. Januar 2025)

## Wirtschaft
Im Jahr 2011 lag das regionale Bruttoinlandsprodukt je Einwohner, ausgedrückt in Kaufkraftstandards, bei 152,45 % des Durchschnitts der EU-28. Im Jahr 2017 betrug die Arbeitslosenquote 4,2 %.